# Kuo Cheng-Wei
Kuo Cheng-Wei (9 de noviembre de 1983) es un deportista taiwanés que compitió en tiro con arco, en la modalidad de arco recurvo. Ganó cuatro medallas en el Campeonato Mundial de Tiro con Arco al Aire Libre entre los años 2007 y 2015.

## Palmarés internacional
| Campeonato Mundial al Aire Libre | Campeonato Mundial al Aire Libre | Campeonato Mundial al Aire Libre | Campeonato Mundial al Aire Libre |
| Año                              | Lugar                            | Medalla                          | Prueba                           |
| -------------------------------- | -------------------------------- | -------------------------------- | -------------------------------- |
| 2007                             | Leipzig (Alemania)               | Medalla de bronce                | Equipo                           |
| 2013                             | Belek (Turquía)                  | Medalla de bronce                | Equipo mixto                     |
| 2015                             | Copenhague (Dinamarca)           | Medalla de plata                 | Equipo mixto                     |
| 2015                             | Copenhague (Dinamarca)           | Medalla de bronce                | Equipo                           |